# Verjaardagskalender

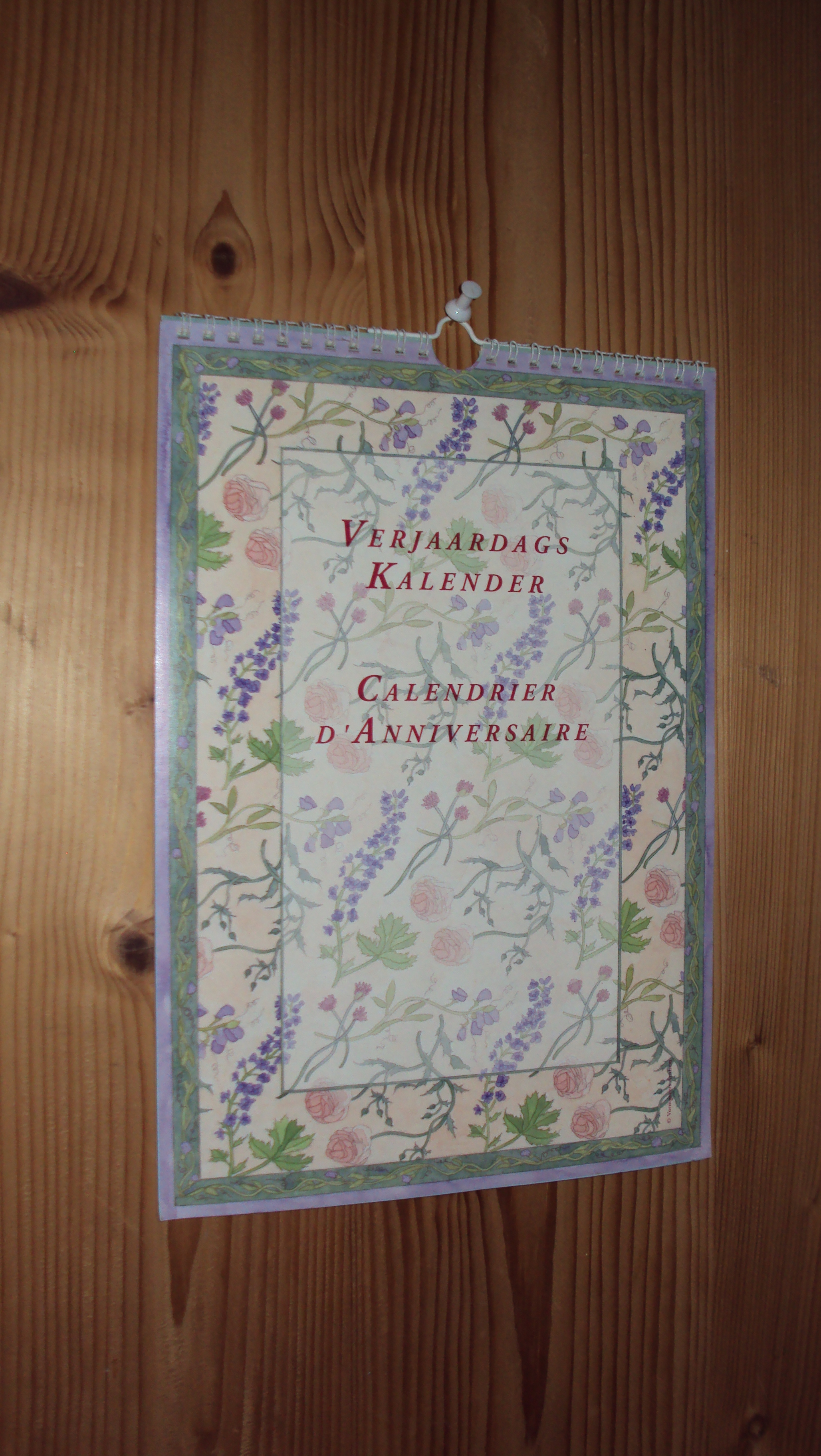
Voorkant verjaardagskalender

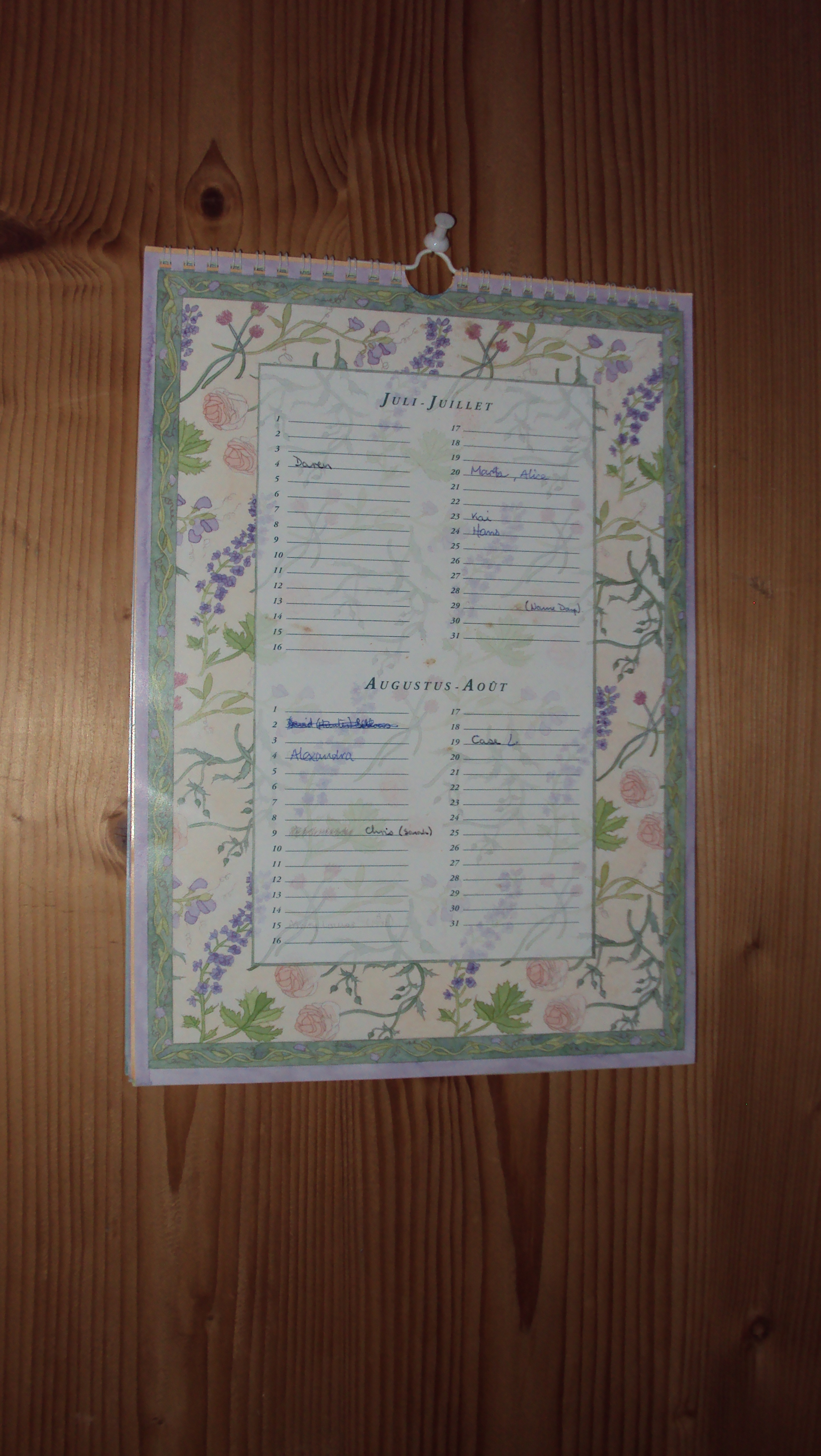
Verjaardagskalender voor juli en augustus

Een verjaardagskalender is een kalender waarop verjaardagen of andere feest- of gedenkdagen worden bijgehouden. 
Op een verjaardagskalender vindt men op een pagina de naam van de maand en in een kolom een aantal genummerde regels dat overeenkomt met het aantal dagen in die maand, bijvoorbeeld voor juli 1 tot en met 31. Van familieleden of kennissen schrijft men de naam op de regel van de dag van de verjaardag, mogelijk in combinatie met het geboortejaar zodat men de leeftijd kan herleiden.
In Nederlandse huishoudens bestaat de gewoonte om de verjaardagskalender in de toiletruimte op te hangen.

## Appendix
1. ↑  Verjaardagskalender in toiletruimte.